# Carmen Silvera
Carmen Silvera (Toronto, Canadá, 2 de Junho de 1922 – Middlesex, Reino Unido, 3 de Agosto de 2002) foi uma atriz anglo-canadiana.
É mais conhecida pelo seu trabalho na série cômica de televisão 'Allo 'Allo!, onde interpretava a personagem Edith Artois.

## Biografia
Carmen Silvera fez a sua primeira aparição em meados de 1960, na série inglesa Compact.
Fez duas aparições em Doctor Who, nos episódios The Celestial Toymaker e Invasion of the Dinosaurs, bem como na série Dad's Army, no episódio Mum's Army.
Carmen Silvera faleceu em 3 de agosto de 2002, aos 80 anos, devido a um câncer de pulmão.